# Live From Sydney To Vegas
Live From Sydney to Vegas es el segundo DVD oficial del grupo estadounidense The Black Eyed Peas. Incluye videos exclusivos y directos en conciertos de Sídney y Las Vegas.

## Lista de canciones

### Concierto en Sídney
1. "Hey Mama"
2. "Smells Like Phunk"
3. "Dum Diddly"
4. "Don't Lie"
5. "Shut Up" (Knee Deep Version)
6. "Taboo Freestyle
7. "Apl.de.ap Freestyle
8. "will.i.am Freestyle
9. "Fergie" Freestyle
10. "Labor Day (It's a Holiday)"
11. "Pump It"
12. "Where is the Love?"
13. "Don't Phunk with My Heart"
14. "Let's Get It Started"

### Concierto en Las Vegas
1. "Dum Diddly"
2. "Don't Lie"
3. "Where is the Love?"
4. "Don't Phunk with My Heart"

## Características Bonus-Track
Cuando usted está viendo "Dum Diddly","Don't Lie","Where is the Love? o Don't Phunk with My Heart" en el concierto de Sídney automáticamente cambia y se pone en concierto en Las Vegas.

### Bonus Track
| Bonus Feature        | Video musical o Directo |
| -------------------- | ----------------------- |
| Union                | Video musical           |
| Bebot Generation two | Video musical           |
| London Bridge        | Directo                 |
| My Humps             | Directo                 |